# Аријанс
Аријанс (фр. Arriance) насеље је и општина у североисточној Француској у региону Лорена, у департману Мозел која припада префектури Буле Мозел.
По подацима из 2011. године у општини је живело 226 становника, а густина насељености је износила 32,38 становника/km². Општина се простире на површини од 6,98 km². Налази се на средњој надморској висини од 230 метара (максималној 294 m, а минималној 233 m).

## Демографија
| 1962. | 1968. | 1975. | 1982. | 1990. | 1999. | 2011. |
| ----- | ----- | ----- | ----- | ----- | ----- | ----- |
| 182   | 186   | 165   | 225   | 213   | 226   | 226   |

График промене броја становника у току последњих година